# 마법의 거울 (백설 공주)

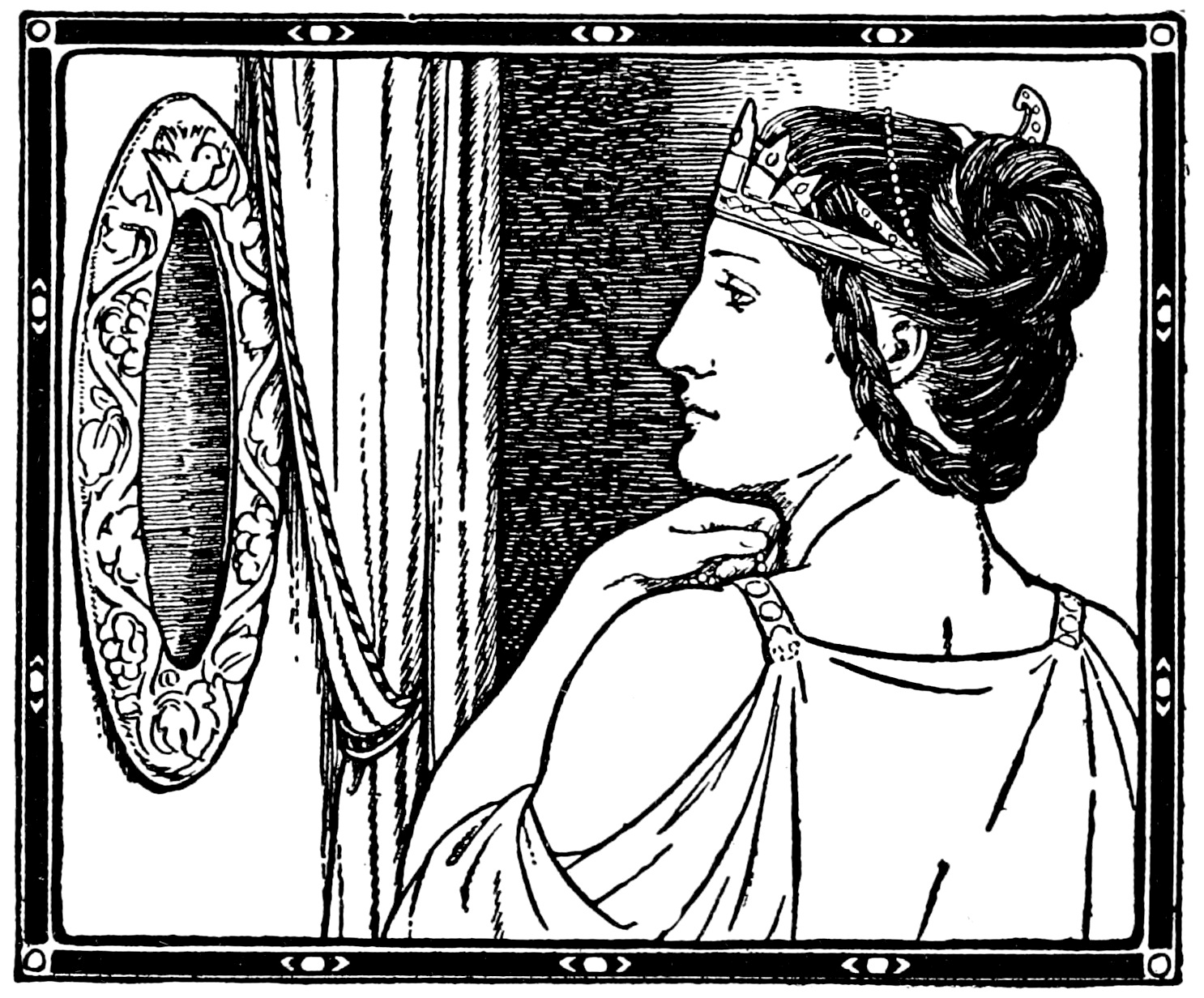
거울 앞의 사악한 여왕 (백설 공주). 조셉 제이콥스의 Europa's Fairy Book(1916)에 존 배튼(John Batten)이 그린 삽화

마법의 거울(Magic Mirror)은 백설 공주 이야기에 등장하는 신비한 물건으로, 손거울이나 벽걸이거울로 묘사된다.

## 동화
마법의 거울은 사악한 여왕의 소유인데, 대개 운율이 맞는 문구로 이 땅에서 누가 가장 아름다운지 끊임없이 묻는다. 거울이 결국 그녀의 어린 의붓딸인 백설공주를 가장 아름다운 사람으로 식별하자, 여왕은 질투심에 사로잡혀 처음에는 사냥꾼을 통해 그녀를 죽이려고 시도하고, 그 다음에는 독이 든 사과로 몇 차례 개인적인 시도를 하게 된다. 거울은 그녀의 음모의 핵심이다. 그것은 그녀에게 백설 공주의 위치를 알려주고, 시도할 때마다 거울을 확인하고 백설 공주가 여전히 가장 예쁘다는 말을 다시 듣는다. 마지막에 백설공주가 결혼했을 때 거울은 어린 왕비가 가장 아름답다고 말해준다. 사악한 여왕은 겁에 질렸지만 질투 때문에 결혼식에 참석하게 되었고 그곳에서 붙잡혀 처형당했다.

## 분석
전 세계의 다른 버전의 이야기에서는 사람, 동물 또는 달이 마법의 거울과 같은 역할을 수행하여 악당에게 여주인공이 더 아름답다는 것을 알릴 수 있다. 거울은 백설공주 아버지가 아내와 딸의 아름다움을 판단하는 목소리로 해석됐다.